# Hexaplex fulvescens
Hexaplex fulvescens är en snäckart som först beskrevs av G. B. Sowerby II 1834. Den ingår i släktet Hexaplex, och familjen purpursnäckor. Inga underarter finns listade. Dess utbredningsområde är Nordamerika och Atlantens västra delar.